# محمد العمادي (سياسي قطري)
محمد إسماعيل العمادي هو مهندس ودبلوماسي وسياسي قطري. يشغل رئاسة اللجنة القطرية لإعادة إعمار غزة المُنبثقة عن وزارة الخارجية القطرية منذ إنشائها في أكتوبر 2012.